# György Hölvényi
György Hölvényi, maďarsky Hölvényi György, (* 13. června 1962, Budapešť) je maďarský pedagog, politik a státní úředník, od roku 2014 poslanec Evropského parlamentu zasedající v parlamentní politické skupině Evropské lidové strany zvolený za Křesťanskodemokratickou lidovou stranu (KDNP).

## Biografie
Narodil se roku 1962 v Budapešti v tehdejší Maďarské lidové republice. V roce 1990 absolvoval pedagogický obor učitel předmětů maďarština–historie na Univerzitě Loránda Eötvöse v Budapešti. Poté pracoval jako pedagog.

### Politická kariéra
V létě roku 1989 byl jedním ze zakladatelů obnovující se Křesťanskodemokratické lidové strany (KDNP). Ve druhé vládě Viktora Orbána působil jako státní sekretář.
- Volby do Evropského parlamentu v Maďarsku 2009 — kandidoval na 16. místě kandidátní listiny koalice Fidesz–KDNP, ale nebyl zvolen.
- Volby do Evropského parlamentu v Maďarsku 2014 — kandidoval na 12. místě kandidátní listiny koalice Fidesz–KDNP, poprvé byl zvolen poslancem Evropského parlamentu.
- Volby do Evropského parlamentu v Maďarsku 2019 — kandiduje na 7. místě kandidátní listiny koalice Fidesz–KDNP.

## Soukromý život
Hovoří plynně anglicky, maďarsky a německy.
Je ženatý, má tři děti.